# Demodex ponderosus
Demodex ponderosus – gatunek roztocza z rodziny nużeńcowatych.

## Taksonomia
Gatunek ten opisany został po raz pierwszy w 2014 roku przez Joannę Izdebską i Leszka Rolbieckiego z Uniwersytetu Gdańskiego na łamach „Annals of the Entomological Society of America”. Jako lokalizację typową wskazano Gdynię na północy Polski. Epitet gatunkowy oznacza po łacinie „przysadzisty” i odnosi się do kształtu ciała tego pajęczaka.

## Morfologia
Samice mają ciało podługowate, osiągające 145–183 μm długości i 45–55 μm szerokości, samce zaś krócej owalne, osiągające około 116–148 μm długości i 43–51 μm szerokości. Owalna, krótsza niż u nasady szeroka gnatosoma ma na grzbietowej stronie skierowane dozewnętrznie, wyrastające z zewnętrznej krawędzi, bardzo drobne, stożkowate kolce nadbiodrowe. Nogogłaszczki budują trzy człony, z których ostatni zwieńczony jest pojedynczym, łukowato wygiętym pazurkiem. Nabrzmiałość gardzieli jest owalna i ma delikatne szczecinki subgnatosomalne. Bardzo szeroka, niewiele dłuższa niż szersza, trapezowatego zarysu podosoma ma na spodzie cztery pary płytek epimeralnych, z których trzy pierwsze są trapezowate, a ostatnia formuje tylnymi brzegami łukowate wcięcie, w którym u samicy leży długa na 9–16 μm wulwa. Odnóża występują w liczbie czterech par i składają się z sześciu członów. U samca na grzbiecie podosomy, na wysokości dwóch ostatnich par płytek epimeralnych umieszczony jest edeagus o długości od 19 do 26 μm, a otwór płciowy leży na wysokości odnóży drugiej pary. Opistosoma jest niewiele szersza od podosomy, niewyraźnie rowkowana, pozbawiona organu opistosomalnego, u samicy lekko ku końcowi zwężona, u samca na szczycie zaokrąglona.

## Ekologia i występowanie
Roztocz ten jest monoksenicznym pasożytem szczura wędrownego. Bytuje w skórze o skąpej pokrywie włosowej, a więc na ogonie, dłoniach i stopach gospodarza. U przebadanej populacji zainfekowanych było 30% szczurów, a liczba osobników D. ponderosus na pojedynczym szczurze wahała się od 11 do 20. Nie stwierdzono wywoływania przez żerowanie tego nużeńca zmian skórnych, ani innych zmian patologicznych.
Do parazytofauny szczura wędrownego należą również cztery inne gatunki nużeńców: D. nanus, D. norvegicus, D. ratti oraz D. ratticola. Ze względu na charakterystyczną dla nużeńcowatych specjalizację topograficzną, zajmują one różne nisze i mogą wszystkie współwystępować na pojedynczym osobniku żywiciela.
Występowanie tego nużeńcowatego stwierdzono na szczurach z północnej Polski.